# Morris Eighteen
Der Morris Eighteen war ein Fahrzeug der oberen Mittelklasse, das Morris 1936 als Nachfolger des Morris Sixteen herausbrachte.
Der Morris 18 besaß einen 6-Zylinder-ohv-Reihenmotor mit größerer Bohrung als der des Vorgängers, und daher mit 2288 cm³ Hubraum, alle 4 Räder waren an Halbelliptikfedern aufgehängt. Die 4-türigen Limousinen erreichten eine Höchstgeschwindigkeit von 107 km/h. Bereits im Folgejahr wurde die Produktion dieses Modells wieder eingestellt.
Nachfolger war der Six Series MS ab 1948.